# Авіакатастрофа на Суперзі
Авіакатастро́фа на Супе́рзі (італ. Tragedia di Superga) — катастрофа літака Fiat G.212 4 травня 1949 року на горі Суперга неподалік Турина, внаслідок якої загинув майже весь основний склад команди футбольного клубу «Торіно», багаторічного лідера італійської футбольної першості, відомого як Grande Torino (Великий «Торіно»).

## Передісторія

Команда «Торіно» в сезоні 1948–49.

Туринський «Торіно» домінував в італійському футболі 1940-х років. У сезоні 1942—1943 клуб удруге у своїй історії, після чемпіонату 1927—1928, завоював титул чемпіона. Після відновлення футбольних змагань у повоєнній Італії команда захистила титул у змішаному сезоні 1945—1946. Команді не було рівних і у двох наступних сезонах італійського вищого дивізіону, і за нею закріпилося ім'я Grande Torino (Великий «Торіно»). Тож більшість гравців туринського клубу розпочали сезон 1948—1949 у ранзі чотириразових чемпіонів Італії й намагалися довести свою перевагу над суперниками також і в цьому розіграші. За чотири тури до завершення чемпіонату «Торіно» впевнено очолював турнірну таблицю першості.
Навесні 1949 року керівництво туринського клубу прийняло запрошення від португальського гранда, «Бенфіки», взяти участь у товариській грі на честь однієї з найбільших тодішніх зірок лісабонського клубу, Франсішку Феррейри. Гра відбулася 3 травня 1949 року в Лісабоні й завершилася поразкою італійських гостей з рахунком 3:4. Наступного дня команда «Торіно», працівники клубу і журналісти вилетіли додому рейсом авіакомпанії Avio Linee Italiane за маршрутом Лісабон — Барселона — Турин.

## Авіакатастрофа
Тримоторний літак Fiat G.212 вилетів з Лісабона о 9:52 4 травня 1949 року. О 13:15 було зроблено зупинку в аеропорту Барселони для дозаправки. Під час цієї зупинки гравці «Торіно» зустрілися зі своїми друзями-конкурентами з «Мілана», які робили пересадку на літак до Мадрида. Як виявилося пізніше, саме гравці міланського клубу були одними з останніх, хто бачив футболістів Grande Torino живими.
Літак з туринською командою вилетів з Барселони о 14:50 і за дві години наблизився до аеропорту призначення. Поблизу Савони борт вийшов на зв'язок із наземними службами з висоти 2000 метрів, після чого був змушений почати зниження через складні погодні умови (сильний вітер і злива). Неподалік Турина через низькі щільні хмари видимість зменшилась до 40 метрів, і літак продовжив знижуватись, аби опуститися нижче хмар. Приблизно о 17:03 літак здійснив поворот для заходу на посадку і невдовзі зіткнувся з кам'яною огорожею базиліки Суперга на вершині однойменної гори, що височіє над околицями Турина на висоті майже 700 метрів над рівнем моря. Радіозапит наземних служб, надісланий екіпажу літака о 17:05, вже лишився без відповіді. Внаслідок авіакатастрофи усі чотири члени екіпажу і 27 пасажирів загинули на місці.
Причинами авіакатастрофи вважаються складні погодні умови з низькими хмарами, погана радіопідтримка дій екіпажу наземними службами та навігаційна помилка.

## Вшанування пам'яті
Тіла загиблих в авіакатастрофі були поміщені до моргу туринської лікарні. Нелегку місію опізнання обгорілих останків футболістів «Торіно» взяв на себе колишній головний тренер збірної Італії Вітторіо Поццо, який добре знав усіх туринських футболістів, що складали основу національної команди. Похорон жертв катастрофи відбувся 6 травня в Турині.
На момент загибелі основного складу «Торіно» до завершення сезону в Серії A лишалося чотири тури і команда очолювала чемпіонські перегони. У турах, що залишилися, честь клубу в Серії A захищали гравці його молодіжної команди. Усі суперники («Дженоа», «Палермо», «Сампдорія» та «Фіорентіна») в цих матчах з поваги до загиблих чемпіонів також виставляли на поле молодіжні склади своїх клубів. Молодіжна команда «Торіно» перемогла в усіх чотирьох останніх іграх сезону, здобувши таким чином посмертний чемпіонський титул для своїх старших товаришів.
26 травня 1949 року відбувся матч пам'яті загиблих футболістів, у якому збірній команді найкращих футболістів Серії A, що виступала у формі туринського клубу під назвою Символічний «Торіно» (італ. Torino Simbolo), протистояли південноамериканці із зіркового клубу «Рівер Плейт». Гра завершилася нічиєю 2:2.

## Список загиблих
Загальна кількість жертв авіакатастрофи склала 31 особу, у тому числі 18 гравців основного складу «Торіно». Лише три гравці «основи» не брали участі у матчі в Лісабоні, а отже, не потрапили в авіакатастрофу: Сауро Тома, який заліковував травму; угорський легіонер Ласло Кубала, який лишився у Турині з хворим сином; а також Луїджі Джуліано, який лише нещодавно перейшов до основного складу з молодіжної команди і не встиг оформити паспорт для подорожі за кордон.
| Гравці - Валеріо Бачігалупо - Альдо Балларін - Діно Балларін - Еміле Бонджорні - Еусебіо Кастільяно - Рубенс Фадіні - Гульєльмо Габетто - Руджеро Грава - Джузеппе Грецар - Еціо Лоїк - Вірджиліо Марозо - Даніло Мартеллі - Валентіно Маццола - Ромео Менті - П'єро Оперто - Франко Оссола - Маріо Рігамонті - Юліус Шуберт | Працівники клубу - Арнальдо Аньїзетта - Іпполіто Чіваллері - Ернест Ербштейн, головний тренер - Леслі Лівслі, тренер - Освальдо Кортіна, масажер - Андреа Бонаюті, адміністратор Журналісти - Ренато Казальборе (засновник Tuttosport) - Луіджі Каваллеро, (La Stampa) - Ренато Тозатті (Gazzetta del Popolo) Екіпаж - П'єрлуіджі Мероні, капітан - Антоніо Панграці - Челестіно Д'Інка - Чезаре Б'янкарді |  |

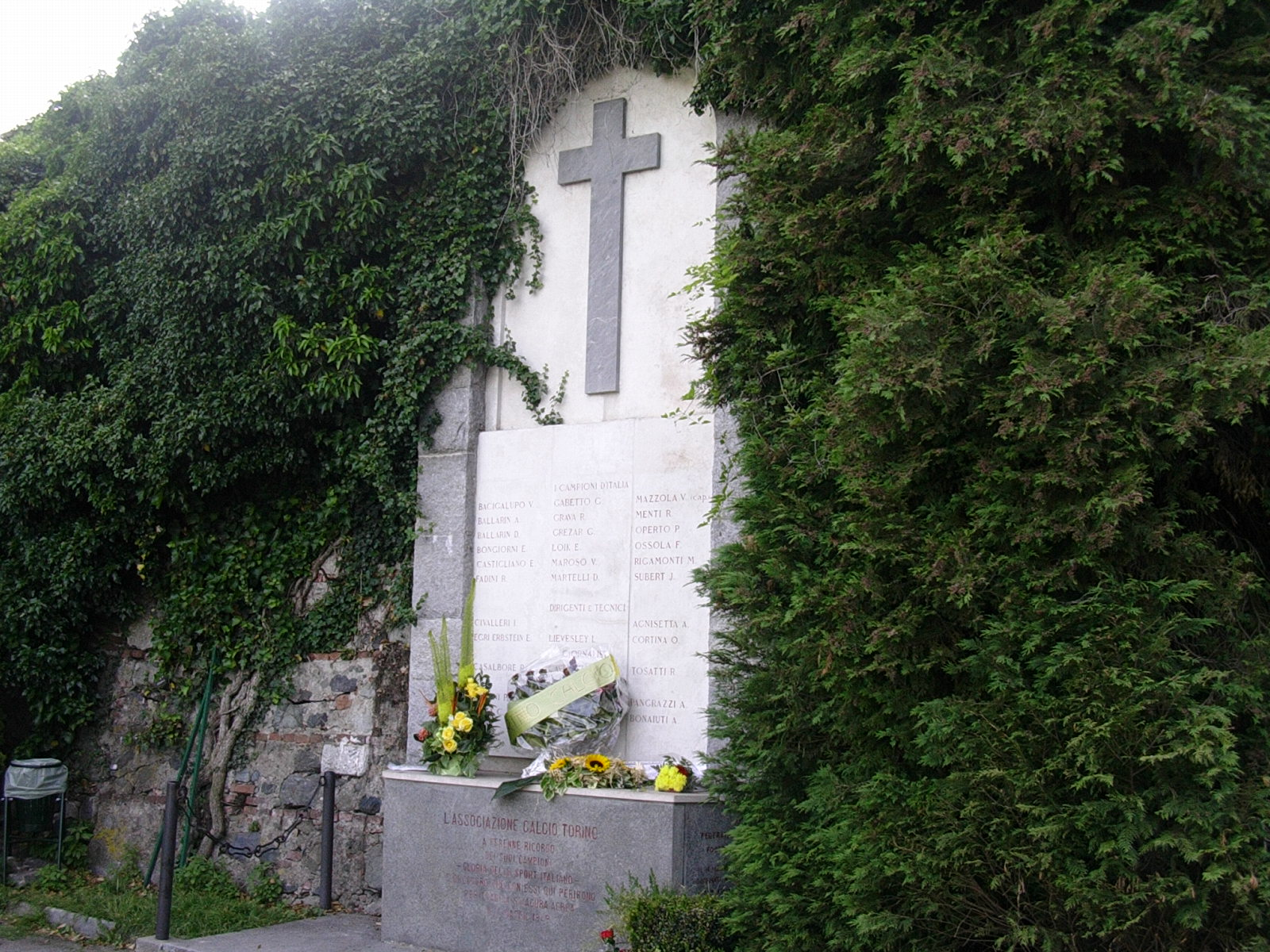
Меморіал жертвам авіакатастрофи біля базиліки Суперга.